# Tandemový seskok

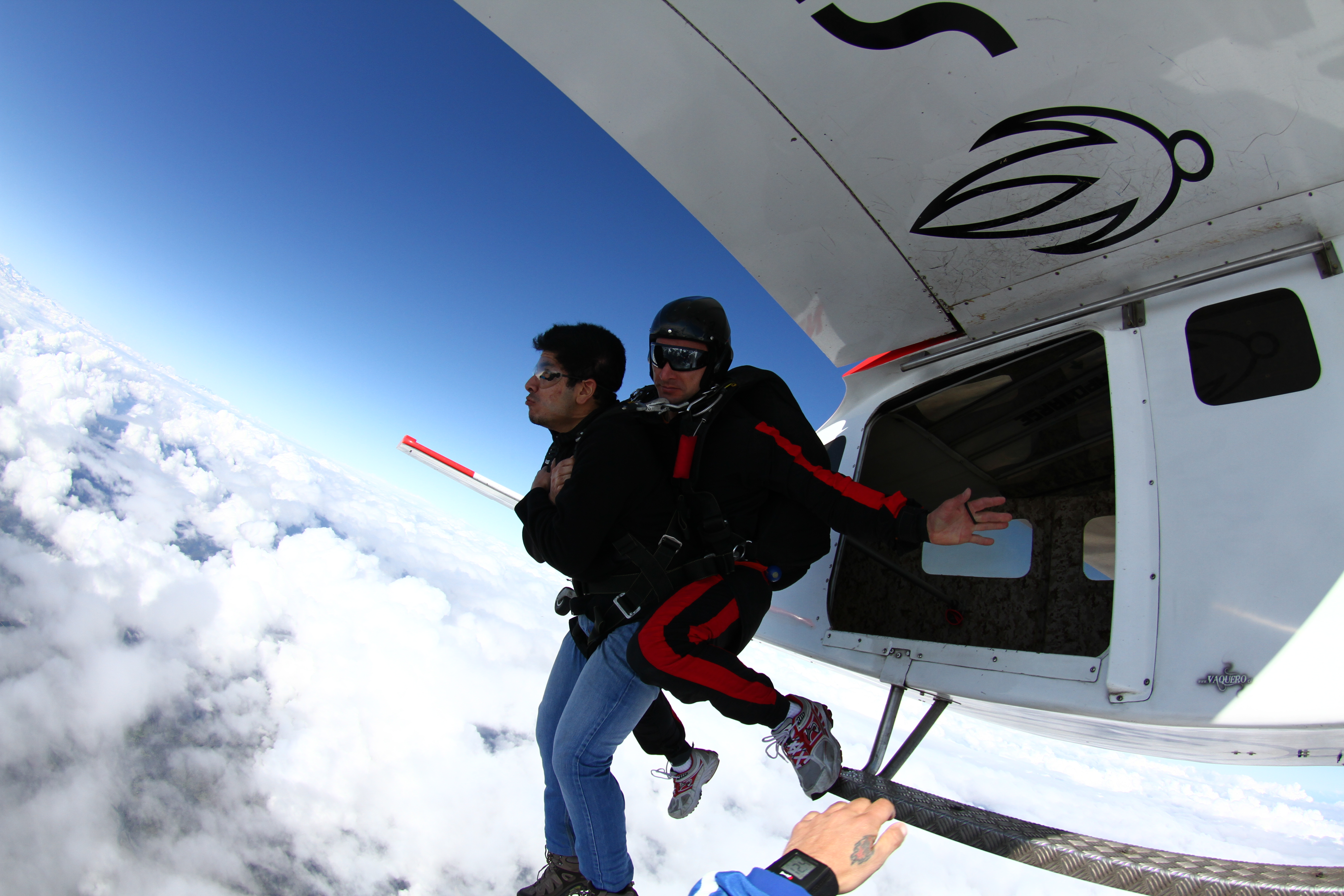
Tandemový seskok z letadla

Tandemový seskok je odvětví parašutismu, při kterém je pasažér (nováček, student parašutismu) připoután speciálním postrojem ke zkušenému parašutistovi (instruktor, tandem-pilot). Tandem-pilot řídí celý průběh seskoku od výskoku z letadla, volného pádu, otevření a řízení padáku a bezpečného přistání. Před seskokem stačí pasažérovi pouze desetiminutová instruktáž. Společně se zkušeným tandem pilotem tak může pasažér zažít téměř minutový volný pád rychlostí 200 km/h z výšky 4 000 m a přibližně 10 minut letu na padáku.

## Průběh
Ustrojení zabere zpravidla 10 – 15 minut. Následně je pasažér teoreticky (nováček) obeznámen, jak seskok probíhá. Dále následuje praktické cvičení pro správné provedení volného pádu a přistání. Obvyklý je let do výšky 3000 – 4000 m. Při ní trvá volný pád maximálně minutu, a to při rychlosti 200 – 250 km/h. K otevření hlavního padáku dochází v 1500 metrů. Následuje zhruba 5 až 8 minut letu na padáku. Přistání se rovná pádu z 10 – 30 cm.

## Výstroj
Tandemový seskok vyžaduje jinou výstroj než pro běžné seskoky. Moderní padákové systémy pro tandemové seskoky využívají postroj se stabilizačním výtažným padáčkem, který je otevřen krátce po výskoku z letadla. To umožní zpomalit rychlost volného pádu dvou lidí na rychlost jednoho parašutisty, prodlouží čas volného pádu a zajistí bezproblémové otevření hlavního padáku. Vrchlík tandemového padákového systému je větší než pro běžné seskoky, aby unesl dva lidi (pasažéra a tandem-pilota). Všechny moderní padákové systémy používají elektronický přístroj, který při selhání tandem-pilota sám analyzuje situaci a v případě potřeby otevře záložní padák. Třemi největšími výrobci tandemových padákových systémů je Sigma Tandem, Vector Tandem a Strong Dual Hawk.

## Licence tandemového pilota
Každý tandemový pilot musí získat instruktorský certifikační kurs pro tandemové seskoky. Každý stát má své interní požadavky a předpisy pro získání licence tandem-pilota, které např. v České republice vydává Aeroklub Čech a Moravy. Jednotliví výrobci tandemových systémů pak navíc ještě mají své další požadavky.

## Bezpečnost seskoku
Souprava pro tandemový seskok obsahuje hlavní padák, záložní padák a speciální zabezpečovací přístroj, který automaticky v případě selhání tandem-pilota otevře záložní padák. A to ve výšce 600 m. Tandem-pilot má dále ve výbavě výškoměr a akustický signalizátor výšky. Ten poskytuje informace o blížící se výšce otevření padáku.

## Limity a rekordy
Seskok v tandemu lze absolvovat od dovršení 8. roku života, přitom platí, že osoby mladší 18 let potřebují písemný souhlas zákonného zástupce. Minimální výška činí 120 cm, maximální váha 110 – 120 kg. Seskok nemohou učinit lidé s epilepsií, srdeční chorobou, mentálním postižením či jinou vážnou nemocí. Rekord se zápisem do Guinnessovy knihy pro Česko získal seskok parašutisty a handicapovaného kvadruplegika Václava Švece, a to za první tandemový seskok vozíčkáře z balonu. Nejstarším člověkem na světě, který absolvoval seskok z letadla, je Verdun Hayes. Válečný veterán skočil z výšky 4 500 m ve 101 letech a 28 dnech. Zapsal se tak do Guinnessovy knihy rekordů.

## Historie

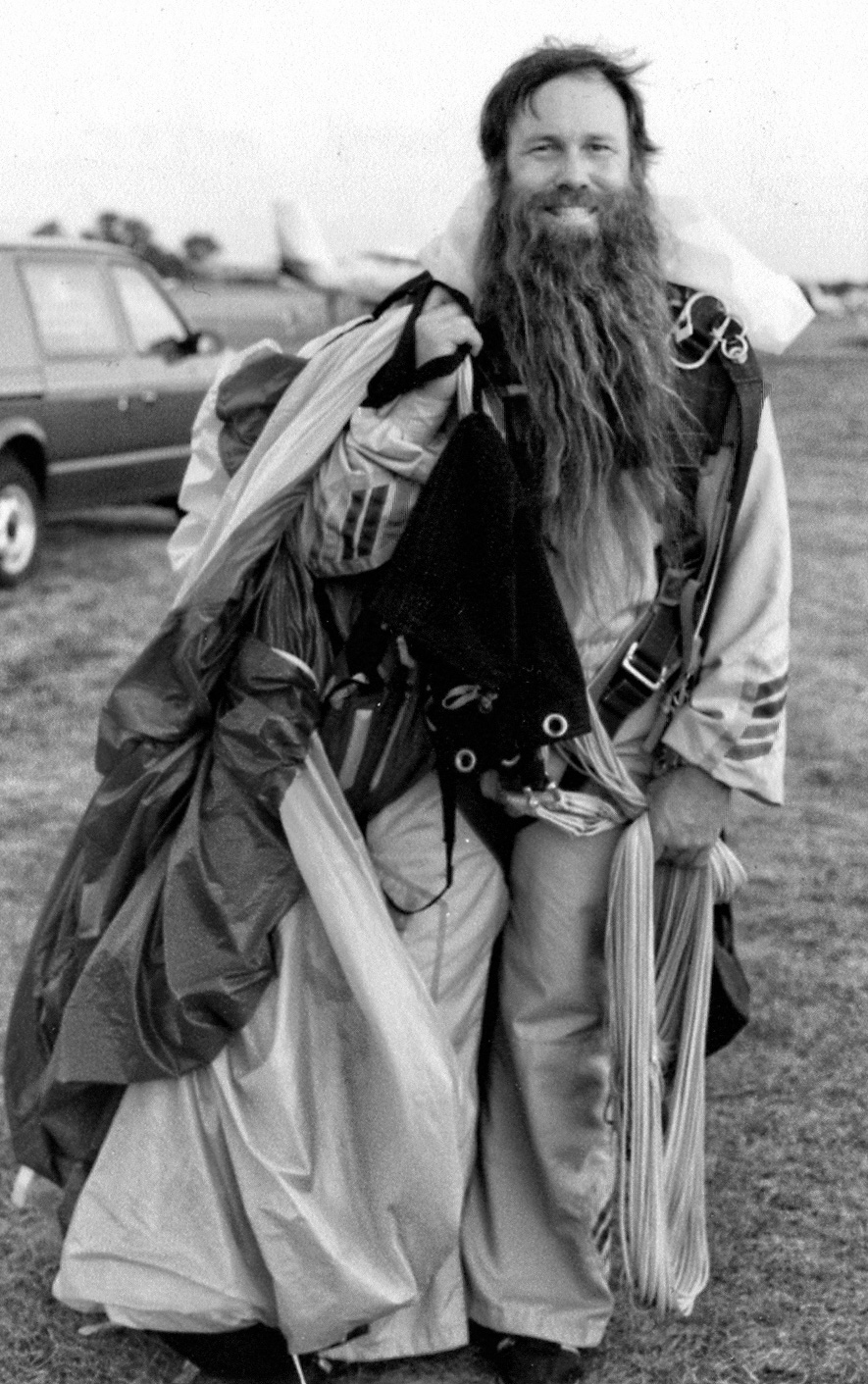
Bill Booth

Historie padáku se datuje do 10. století, kdy byl Číňany využíván k seskokům z malé výšky. Za zakladatele moderního padáku bývá považován vynálezce Leonardo da Vinci, který roku 1485 navrhl padák ve tvaru pyramidy. První úspěšný tandemový seskok byl učiněn roku 1977. Provedl jej na letišti v Delandu ve státě Florida Američan Bill Booth. Pro seskok byl využit upravený padák v tandemovém uspořádání. Záložní padák byl umístěn na záda, čímž vzniklo místo pro uchycení pasažéra, jímž byl jedenáctiletý chlapec. Přelom padákového létání stanoví rok 1985, ve kterém Laurent de Kalbermatten sestavil první opravdový padákový kluzák. 14. října 1989 se uskutečnil první úspěšný tandemový seskok na území České republiky, tehdejšího Československa. Seskok proběhl na letišti v Příbrami. Tandem-pilotem byl šéftrenér střediska vrcholového sportu Adolf Eisenhammer, pasažérkou plachtařka Eva Petráňová.